# Heemsteeds Burger Belang
Heemsteeds Burger Belang is een lokale politieke partij in de Nederlandse gemeente Heemstede die in 1993 is ontstaan.
In 2018 werd de partij de grootste in de 21 zetels tellende gemeenteraad met 7 zetels. Ze maakte toen deel uit van de coalitie met GroenLinks en de PvdA. De HBB-wethouder was Annelies van der Have.